# Historia externa del euskera

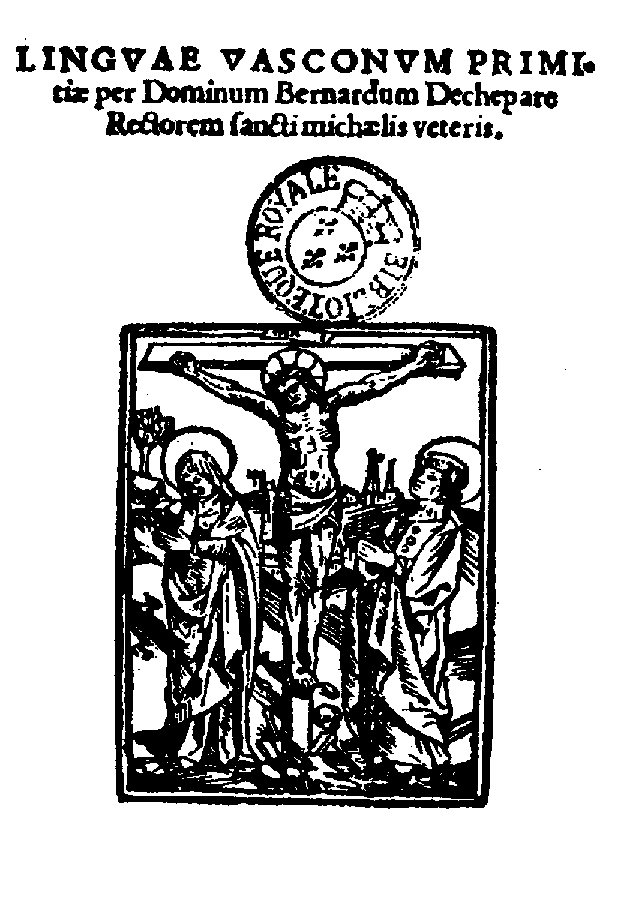
Lingue Vasconum Primitiae (trad. Primicias de la Lengua Vasca), poemario de Bernard Dechepare (XV-XVI) y primera obra publicada exclusivamente en euskera

La historia externa del euskera es el estudio de la evolución de esta lengua a través de la historia del pueblo y región geográfica donde se habla o se habló, tomando en cuenta para ello la extensión geográfica y estatus social de la lengua a lo largo de la historia, producción literaria y el análisis historiográfico entre otros parámetros.

## Historia
Notas introductorias

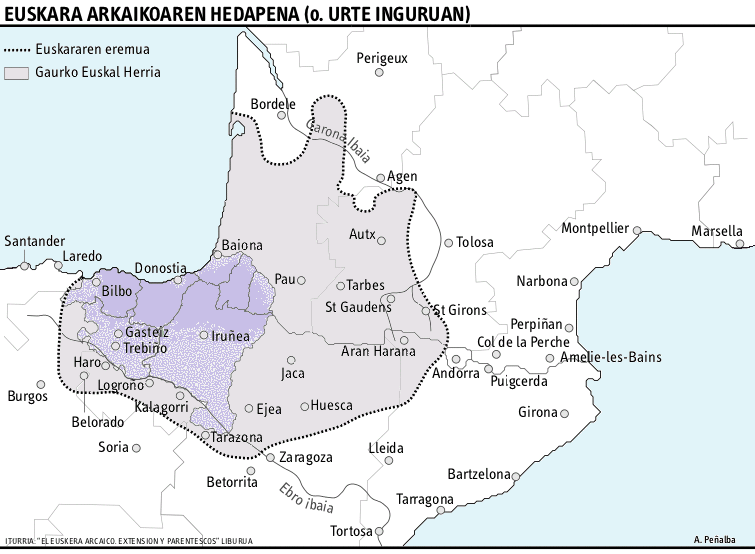
La extensión del euskera arcaico en el año 1 d.C., según Luis Núñez Astrain.

El término Euskal Herria es usado para hacer referencia a los siete territorios históricos donde se habla la lengua éuscara, al menos por una parte de su población. En estos siete territorios o provincias que se encuentran a ambos lados de los Pirineos el vascuence fue lengua mayoritaria siglos atrás. Actualmente aproximadamente la mitad de sus hablantes se encuentran en Guipúzcoa. Los territorios de Labort y en especial Vizcaya, que recibieron un gran números de inmigrantes al final del siglo XIX, incluyen un gran número de habitantes que desconocen esta lengua por completo. En Navarra y Álava la pérdida del euskera ocurrió principalmente en los siglos XVIII y XIX, antes de ninguna migración significativa. Sola, la Baja Navarra y las áreas interiores de Labort por otro lado tienen una escasa densidad de población y son fuente de emigración aun hoy en día.
Uno de los factores de especial importancia a la hora de analizar el estatus y evolución de esta lengua es la división administrativa que la comunidad vascohablante tradicional ha conocido. Las regiones de Labort, Sola y la Baja Navarra y por otro lado Álava, Guipúzcoa, Vizcaya y Navarra han estado unidas a Francia y España respectivamente. Es a partir de 1659 que la división entre Francia-España profundiza la división de la región. Además de esta división administrativa se encuentran otra subdivisiones en los territorios de habla éuscara. Desde el proceso de descentralización comenzado en España (1979) Guipúzcoa, Álava y Vizcaya forman la Comunidad Autónoma del País Vasco, mientras Navarra posee una propia. En el lado norte de los pirineos Labort y la Baja Navarra están integradas en el Arrondissement de Bayona desde 1926, mientras Sola fue separada desde el principio, siendo incluida en la de Oloron (Béarn), aunque actualmente estas tres regiones forman un pays o región natural (de carácter histórico-cultural) Pays Basque en Francia.
De acuerdo con el académico Koldo Zuazo estos son los tres factores que han determinado y determinan de manera decisiva la evolución de la lengua vasca:
- el reducido número de vascoparlantes

- su territorio limitado

- la división administrativa sufrida

### Prehistoria
No existen testimonios escritos anteriores a los 2000 años, ni referencias a la lengua que hablaban sus habitantes, pero de acuerdo con la teoría del desarrollo in situ del hombre vasco, su lengua se desarrolló a la par que este en tiempos eneolíticos en lo que hoy en día es Vasconia, Aquitania y los Pirineos, este hecho está apoyado también en que hasta el momento toda teoría de parentesco con otras lenguas (caucásicas, na-dene, célticas, etc.) ha sido descartada por la comunidad científica.

### Edad Antigua

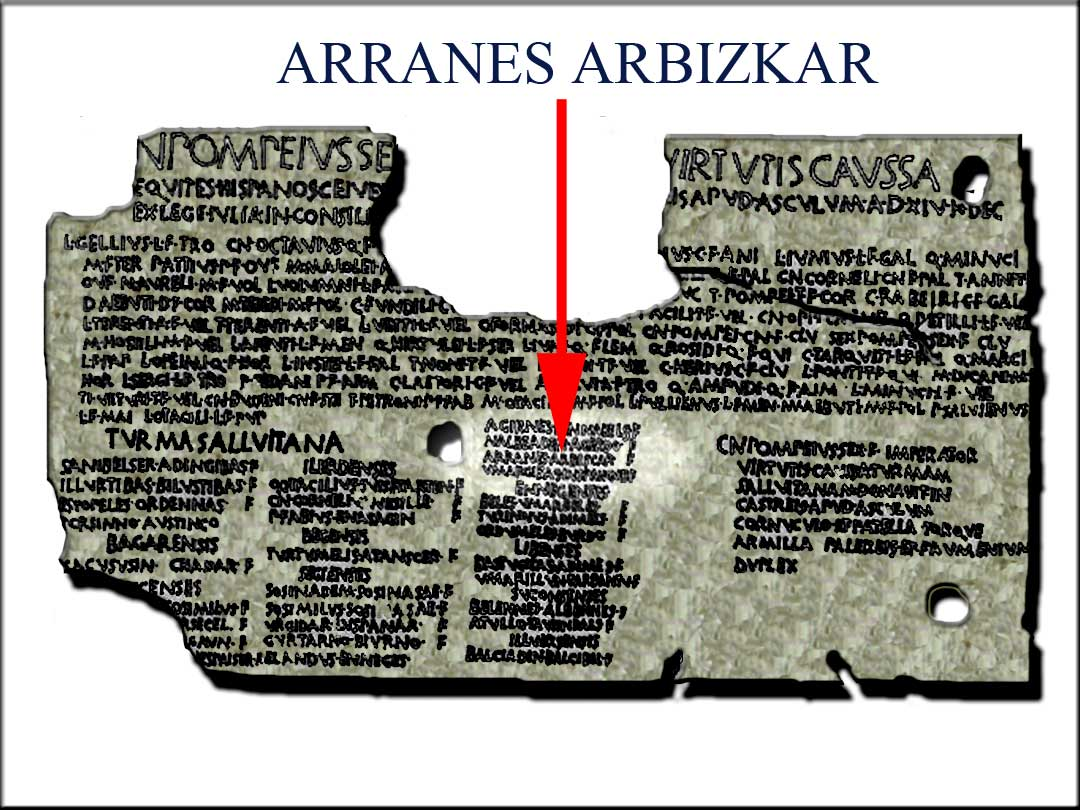
El nombre Arranez Arbizkar en el bronce de Ascoli, jinete en el 90 a. C. aprox. que obtuvo la ciudadanía romana al igual que otros 9 jinetes de la localidad vascona de Segia

Es la llegada de los romanos a principios de la era cristiana la que aportará los primeros datos acerca del euskera, aunque sea de manera indirecta. Son las inscripciones romanas con antropónimos y teónimos éuscaros de entre los siglos I-III d. C. encontrados al sur y, más profusamente debido a su intensa romanización, al norte de Euskal Herria las que muestran una lengua distinta de las colindantes y directamente emparentada con el vascuence, el euskera arcaico o aquitano.
Debido a la ubicación de estas inscripciones se asume hoy en día que el euskera fue hablado en una extensión mayor a lo que hoy conocemos como Euskal Herria cuyos límites serían los siguientes:
- Al norte y noreste el límite lo marcaba el río Garona, correspondiéndose con la Aquitania romana y la posterior área de habla gascona[12]

- De este a oeste desde Vizcaya al Valle de Arán[13]

- Al sur hasta el río Ebro[13]

El poco desarrollo económico y cultural de la región junto con lo escarpado y montañoso del terreno hizo la conquista poco interesante y conveniente para el Imperio romano. Solo un pequeño número de enclaves interesantes desde un punto de vista estratégico (militar, comercial, vías de comunicación, etc.) estuvieron bajo su control. Por eso, la influencia romana en las regiones interiores y montañosas no fue tan considerable como la sufrida en las regiones limitantes más ricas del norte, este y sur. En estas el euskera y latín coexistieron durante un tiempo, y antes de la llegada de los romanos, lo hizo también con el céltico e íbero.
El declive del Imperio Romano, que en estos territorios acaeció entre la segunda mitad del siglo III d. C., jugó en favor de la preservación del euskera. Coincidiendo con el proceso de ruralización que siguió al declive del Imperio, comenzó una revitalización del euskera (y el elemento indígena) incluso en aquellas regiones más romanizadas y donde el euskera había sido parcialmente desplazado.

### Edad Media

La península ibérica en el año 1030

A pesar de lo mencionado fue probablemente la resistencia a las tribus Germánicas que llegarían en distintas oleadas lo que más ayudó a la preservación de esta lengua. Esta resistencia, repetida continuamente en los documentos de ese periodo, trajo la unificación de todas las fuerzas dispersas y en el nacimiento de instituciones políticas autónomas vascas.
Tal y como Koldo Mitxelena argumentó, el escaso grado de diferenciación entre los dialectos éuscaros (aun menor cuando se analizan los primeros textos completos) indican la existencia de un periodo durante el cual las fuerzas centrífugas o divergentes fueron anuladas por sendas fuerzas unificadoras. Para que esto ocurriera debieron existir entidades políticas unificadas que solo pudieron darse en los siglos posteriores a las invasiones germánicas.
Durante el reinado de Sancho III (1000-1035), el Reino de Navarra alcanzó el máximo esplendor. Este monarca fue uno de los principales impulsores del Camino de Santiago, alrededor del cual se desarrollarían importantes asentamientos urbanos. También data de la misma época la construcción del Monasterio de Leire, centro medieval cultural distinguido. La monarquía navarra importaría de los recién fundados centros urbanos de las áreas de habla occitana la burguesía encargada de dotar de infraestructura económica y comercial al reino. A su vez la mayoría de los monjes de las distintas órdenes y monasterios eran de origen occitano y franco, es decir, la vida cultural, económica y política del país era controlada por gentes extranjeras respecto a este.
La sustitución lingüística del latín por el occitano como lengua administrativa, oficial y judicial en el Reino de Navarra se debió a esto, aunque pronto encontró en la corte una competidora, el romance navarro, que gozaría también de oficialidad, a diferencia del euskera, que aun siendo la lengua mayoritaria del Reino carecía de prestigio social.

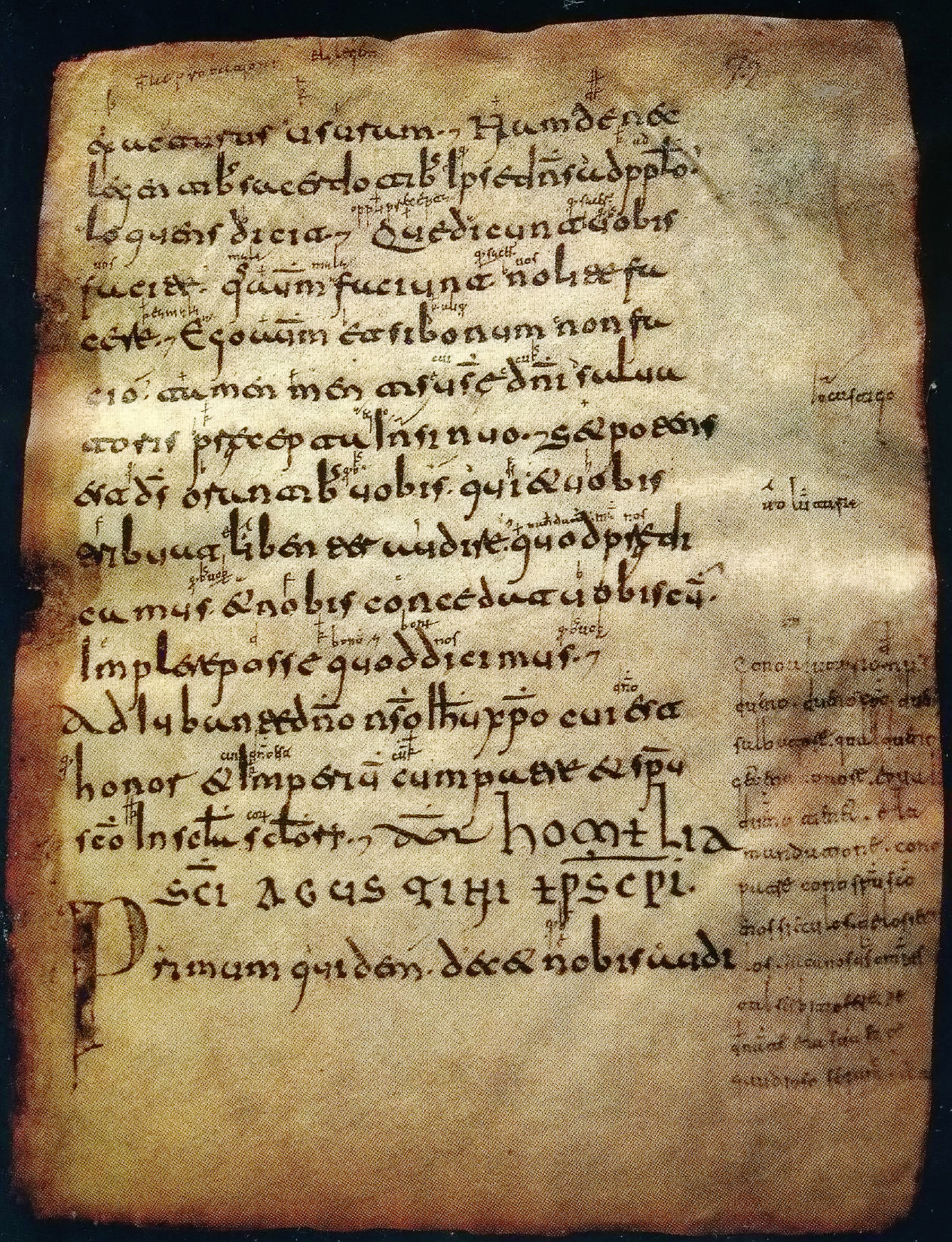
Página 72 del Códice Emilianense 60. Se aprecia la glosa al margen.

La mayoría de los textos éuscaros de este periodo son topónimos, antropónimos y a veces frases enteras intercaladas en textos en romance y en latín. Ejemplo de ello son Reja de San Millán (1025), con una considerable lista de pueblos y ciudades de Álava y las dos Glosas Emilianenses (siglo X). Otro documento de importancia es el libro de peregrinos de Aymeric Picaud, que incluye un breve vocabulario en euskera.

Nauarri et Bascli unius similitudinis et qualitatis in cibis sellicet et uestibus et lingua habentur, sed Bascli facie candidiores Nauarris approbantur. Nauarri pannis nigris et curtis usque adgenua tantummodo, Scotorum more, induuntur et sotularibus, quos lauarcas uocant, de piloso corio scilicet non confecto factas, corrigiis circa pedem alligatas, plantis pedum solummodo inuolutis, basibus nudis, utuntur. Palliolis uero laneis, scilicet atris, longis usque ad cubitos, in effigie penule fimbriatis, quos uocant saias, utuntur...
Si illos comedere uideres, canibus edentibus uel porcis eos computares. Sique illos loqui audires, canum latrancium memorares. Barbara enim lingua penitus habentur. Deum uocant Urcia [urtzia>¿ortzia?], Dei genitricem Andrea Maria [Andrea Maria], panem ogui [ogia], uinum ardum [ardoa], carnem aragui [aragia], piscem araign [arraiñ>arrain], domum echea [etxea], dominum domus iaona [iaona>jaona>jauna], dominam andrea [andrea], ecclesiam elicera [elizara>eliza], presbiterum belaterra, quod interpretatur pulcra terra, tricticum gari [gari>garia], aquam uric [urik>ura], regem ereguia [erregia>erregea], sanctum Iacobum Iaona domne Iacue [Jauna done Jakue>donejakue]... Ubicumque Nauarrus aut Basclus pergit, cornu ut uenator collo suspendit et duo iacula aut tria, que auconas uocat, ex more manibus tulit.
Léxico de A. Picaud (XII), fuente K. Mitxelena, Textos Arcaicos Vascos, Madrid, 1960, 49. or 

Durante la Edad Media el euskera se extendió más allá de los límites actuales de Euskal Herria, al sureste llegó hasta las provincias de Burgos y la Rioja, por ejemplo en el siglo XIII el rey castellano Fernando III reconoció a los habitantes del valle de Ojacastro el derecho de dirigirse en euskera a los tribunales. De acuerdo con Lakarra y Corominas el euskera se extendía también por la región montañosa de Huesca y Lérida, tal y como muestra también la prohibición de 1349 de usar euskera (y árabe y hebreo) en el mercado de Huesca.
El euskera sin embargo llegó a extender a tierras más lejanas aún, pues de acuerdo con Esteban de Garibay los nativos de Terranova pronto aprendieron y adquirieron conocimiento del euskera debido a su contacto con los balleneros y pescadores vascos, dando como fruto un pidgin algonquino-vasco bien atestiguado. También existió otro pidgin vasco-islandés fruto del contacto entre vascos e islandeses, que dejó toponimia en Labrador y Terranova.

### XVI-XVII

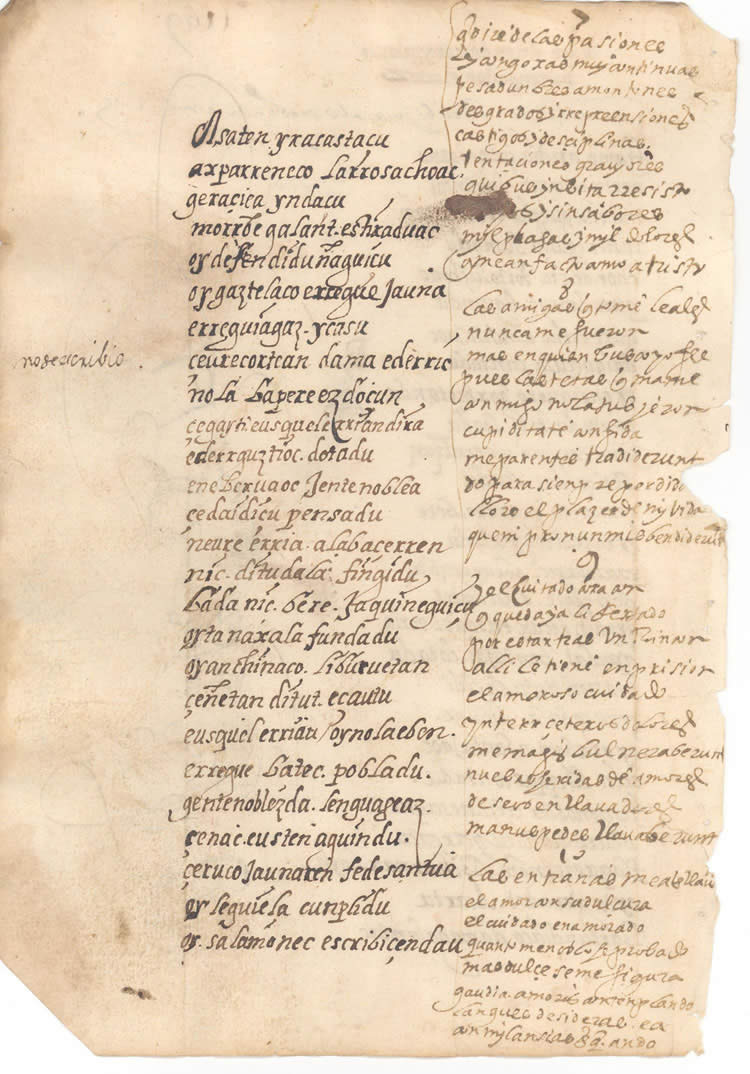
Manuscrito de Juan Pérez de Lazarraga descubierto en el año 2004 por Borja Aginagalde

Durante estos siglos se inicia el proceso de transformación de una sociedad feudal a una burguesa en Vasconia, mientras a su vez en Europa empieza a desarrollarse el estado tal y como se entiende en el sentido moderno del término. Estos estados traerían cambios culturales considerables al impulsar las características propias de cada comunidad: historia, literatura, arte y sobre todo la lengua. Se exaltó el noble origen, perfección y pureza de estas lenguas nacionales, consiguiendo así elevarlas al mismo nivel que la lengua culta de entonces, el latín. Otro de los factores que contribuiría a la sustitución de la lengua romana por las lenguas vulgares o nacionales sería la Reforma Protestante, pues sus promotores darían prioridad a estas lenguas frente a la política de la Iglesia católica de usar únicamente el latín como única lengua oficial. La creación de los estados modernos y la Reforma afectó de manera muy distinta a la Vasconia peninsular y a la continental.
En Hegoalde el impacto del protestantismo y el Renacimiento sería casi nulo y tendría entre los suyos a uno de los líderes de la Contrarreforma (Ignacio de Loyola). La burguesía vasco-navarra a pesar de ser muy activa estaría subordinada claramente a la corona de Castilla, cuyos productos (grano y lana) transportaban a otros estados europeos a través del eje Atlántico. Esta subordinación lejos de disminuir con el descubrimiento de América en 1492 se afianzó, aunque resultó especialmente provechosa para esta burguesía.
La presencia castellana en la vida política de la provincia de Guipúzcoa, Señorío de Vizcaya y Condado de Álava se había vuelto ya muy intensa en la Edad Media, cuando la corona intervino y propició el final de las Guerras de Banderizos. Esta presencia traería como consecuencia que la lengua castellana prevaleciera en la administración, justicia y educación, convirtiéndose su conocimiento en obligatorio para ejercer ciertos oficios, como muestra el requerimiento de conocer el castellano para poder ser elegido a las Juntas Generales de Vizcaya (máximo órgano político de representación del Señorío) de 1613 o a las alavesas en 1682.
No es de extrañar por lo tanto que bajo estas condiciones el euskera quedara relegado al plano oral, mientras el castellano era la única lengua oficial y dominante de los territorios éuscaros bajo la jurisdicción de la Corona Castellana. La mayoría de la literatura escrita de la época se reduce a la traducción de libros religiosos, muchas veces con la orden expresa de las autoridades eclesiásticas para así cumplir con lo acordado en el Concilio de Trento (1545-1563). En este desierto literario, sorprende el manuscrito renacentista de un joven alavés Juan Pérez de Lazarraga, futuro señor de Larrea, descubierto en 2003 que contiene una antología poética y novela pastoril, muestra del tímido Renacimiento vasco. Existen también colecciones de proverbios, pero sobre todo baladas (eresiak o cantares fúnebres y gudu-kantak o de guerra) de tamaño variable recogidas por los cronistas de la época y ambientadas en su mayoría en las luchas entre banderizos. La guía de conversación en euskera del bilbaíno Rafael Mikoleta (1653) fue también consecuencia de este tímido renacimiento, y parece ser la prueba de la vitalidad mostrada por el euskera en Bilbao en aquellos tiempos.
A esta misma época pertenecen pequeños diccionarios y vocabularios de viajeros extranjeros:
- Lucio Marineo Sículo (1533)
- Niccolò Landucci (1562)
- Bonaventura Vulcanius (1597)

El segundo es el más extenso de los tres y probablemente también el que mayor valor filológico tiene. El interés mostrado por los dos primeros viajeros es probable que se debiera a la influencia del Renacimiento que despertó el interés por el euskera y otras lenguas en Italia.

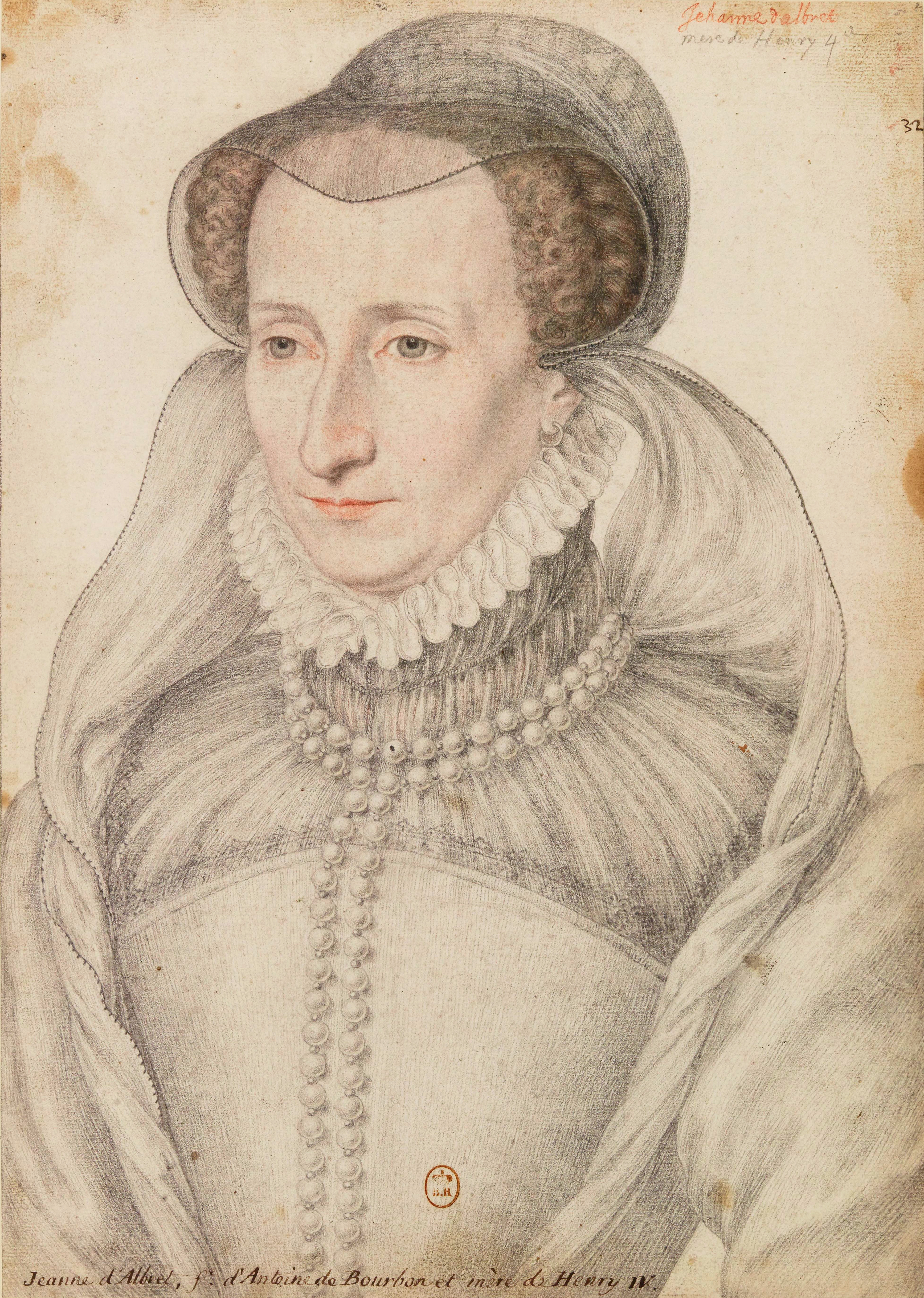
Juana de Albret, reina de Navarra y principal impulsora de la Reforma y publicación en euskera del Nuevo Testamento

A su vez en esta época el vascuence contará con abundantes defensores o apologistas: el vizcaíno Andrés de Poza y los guipuzcoanos Esteban de Garibay, Martínez de Zaldibia, Baltasar de Echave y Martínez de Isasti. A pesar de los intentos de estos por demostrar que la lingua navarrorum fue la única y primitiva lengua de Hispania no intentaron convertirla en vehículo de cultura y civilización.
En Labort, Sola y la Baja Navarra la situación es radicalmente distinta a la de los territorios del sur, pues a pesar del gran retroceso vivido en los siglos anteriores la frontera lingüística se mantendrá casi totalmente estable hasta hoy en día y porque además el euskera disfrutaría aquí de un notorio prestigio social.
Esta diferencia entre ambos lados de los Pirineos está directamente relacionada con la burguesía labortana. En comparación con la peninsular era sólida y muy dinámica, y no mostró una clara relación de dependencia hacia ninguna corona, pero si hacia varias al mismo tiempo (Navarra, Aragón, Castilla, Francia e Inglaterra). Esto le otorgó cierto grado de autonomía y ayudó también a la preservación de su propia lengua. Además la reforma protestante alcanzó a estos territorios y tuvo grandes mecenas entre sus seguidores como el bayonés Jean Duvergier de Hauranne y la navarra Juana de Albret. Sería gracias a la reforma que el ministro protestante labortano Joanes Leizarraga decidió escribir e imprimir una versión éuscara del Nuevo Testamento en 1571. La traducción de Leizarraga posee un estilo elaborado que aunque se basó en el dialecto labortano de la costa (que no era el dialecto propio del autor) contenía abundantes elementos de otros dialectos con objeto de llegar al mayor número de lectores posibles.
Fue el primer intento de estandarizar el euskera, algo que hasta el siglo XVIII no se daría en Hegoalde, pues al sur de los pirineos cada autor escribía en su propio dialecto de manera anárquica, al no seguir normas ortográficas comunes y estar influenciados por la grafía castellana, inadecuada para representar los fonemas vascos.
En cambio en el continente los intentos de estandarizar y codificar la lengua serían abundantes, tal y como muestran las gramáticas y diccionarios redactados entonces. Bertrand de Saguis, Jacques Bela, Joanes Etxeberri Ziburukoa, Silvain Pouvreau y Dominiqu Bidegarai son algunos de los muchos autores de entonces. Sería un capítulo de la Notitia Utriusque Vasconiae (1638, 1657) de Arnaud Oihenart la primera gramática que tendría esta lengua. La guía de conversación de euskera de Voltoire (1620) es otra muestra de la vitalidad de la que la lengua disfrutaba en la vida comercial de Bayona y la costa labortana.
La primera obra publicada íntegramente en euskera sería también la primera apología a esta en su propia lengua, Linguae Vasconum Primitae (trad. primicias de la lengua vasca) escrita por el bajonavarro Bernard Etxepare. En esta obra el autor se enorgullecía de ser el primero en publicar en euskera y animaba a los demás escritores a elevar al euskera hasta el más alto nivel.
La literatura escrita llegaría a su Edad de Oro en el siglo XVII, con autores como el suletino Arnaud Oihenart y el navarro Axular. El primero, más conocido por su labor de historiador o abogado, elaboró una voluminosa colección de proverbios, junto con una producción poética de estilo elaborado y elegante y la primera crítica literaria de la literatura éuscara. Con Axular y su clásico de la literatura Guero(1643) la prosa llega a su máximo esplendor. Su estilo en poco se parece al de Joanes Leizarraga, cercano, ligero y culto (frente a los arcaísmos del citado) su euskera también fue el labortano de la costa, que convirtió en punto de referencia para los escritores de entonces debido a su elaborado estilo. Mucho le debe el euskera batúa actual a este autor.
La gran cantidad de libros publicados y las reediciones habidas en el siglo XVII hace pensar que el público éuscaro era abundante y también de un nivel cultural elevado. Esto se concluye después de las reediciones habidas de la voluminosa obra Guero u otras de carácter más técnico, como un manual de navegación de Martín de Hoyarzabal (1677) y Piarres Detcheberry o el de técnicas de agricultura de Mongongo Dessanças (1692).
Todo ello hace pensar que la lengua vasca estaba firmemente establecida en el País Vasco francés y que en comparación con los territorios del sur gozaba de prestigio cultural, pues autores como Estève Materre y Silvain Pouvreau vividos en la costa labortana pero nacidos fuera del País Vasco continental aprendieron el euskera y llegaron a escribir y publicar en esta.

### XVIII-XIX

Toma de la Bastilla, 14 de julio de 1789

El declive de la economía en Vasconia se había iniciado en Vizcaya y Guipúzcoa ya en el segundo tercio del siglo XVI y en Labort en el XVII, convirtiendo un emigración hasta entonces interna en masiva y general en este último territorio. La vida cultural no tardaría en verse afectada, pues exceptuando escritores de renombre como Joanes Etxeberri de Sara, Pierre d'Urte y Martin Harriet la mayor parte de las publicaciones de estos siglos se limitarían a obras religiosas, muchas traducciones al euskera de originales franceses.
El efecto de la Revolución francesa de 1789 sería primordial durante estos siglo. Estos territorios fueron incorporados al régimen común, situando su capital y órganos de gobierno fuera de estos, en Pau. El informe presentando por Henri Grégoire en la Convención de 1794 sería un duro golpe también para la lengua, pues en ella se proponía el francés como única lengua oficial de la república con un título meridianamente claro: "Rapport sur la nécessité et les moyens d'anéantir les patois et d'universaliser l'usage de la langue française"'.
Como reacción a este fenómeno se obtuvo algo positivo para la lengua: la adaptación de las normas ortográficas a las características del euskera. Martín Duhalde será el primero en proponer tal cosa en su libro Meditacioneac (1809). A pesar de esta reacción la pérdida de prestigio de la lengua vasca continuaría y se marcaría más aún desde el final del siglo XVIII y tampoco sería suficiente para evitar la dialectalización literaria, pues sin un labortano literario normativo que pudiera servir de punto de referencia el dialecto suletino del euskera cristalizó como dialecto literario propio tal y como es visible en la gramática de Abbadie y Augustin Chaho (1836). En los otros dos territorios de Iparralde los escritores seguirían usando su propio dialecto hasta el final del siglo XIX, cuando se empezaron a dar los primeros pasos para resolver la fragmentación literaria de la lengua. Esta fragmentación en parte se hizo posible por la codificación realizada por Ithurry (1895) y Piarres Lafitte (1944) del dialecto navarro-labortano a través de las distintas gramáticas que publicaron.
Desde el siglo XVIII el desarrollo cultural y literario se trasladó al sur, no solo debido a las importantes cambios económicos y políticos de España, sino ayudado por estos. A partir de la guerra de sucesión española y a través de los Decreto de Nueva Planta (1716) la centralización alcanza la esfera lingüística, convirtiéndose la lengua castellana en única lengua oficial de la monarquía y aunque en un principio las leyes de prohibición de uso y publicación de otra lengua que no fuera la castellana afectaron a Aragón y Cataluña estas no tardarían en llegar a las provincias vascongadas.
Los efectos de esta política lingüística no tardarían en verse pues el euskera sufriría el mayor retroceso de su historia en el siglo XIX y XX en Navarra, aunque este proceso sería especialmente intenso en Álava. No solo afectó desde un punto de vista geográfico, sino también, pues esta sufriría durante estos siglos también su retroceso más importante en la capitales como Bilbao y Pamplona.

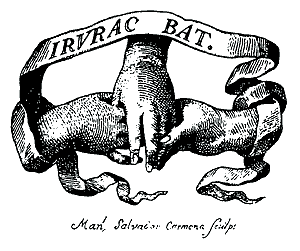
Emblema de la Real Sociedad Bascongada de Amigos del País con el lema Irurac bat (Las tres, una).

Frente a este retroceso nace un movimiento intelectual opuesto de origen guipuzcoano y que la élite cultural y política de la provincia apoyaría, los jesuitas, cuya figura central sería Manuel de Larramendi, profesor en la Universidad de Salamanca y autor de una de las apologías más importantes de la época: De la antigüedad, y universalidad del bascuence en España (1728). A su vez publicó una gramática y diccionario que fueron un importante soporte para la lengua éuscara en la época, pero sin ánimo directo de apología, sino de hacer el euskera como lengua de vehículo de cultura y comunicación.
La labor de este jesuita es continuadora de la de Arnaud Oihenart, publicando una gramática imprescindible para la normativización de la lengua y elevando al dialecto central del euskera a una situación privilegiada y premanente frente al resto de dialectos. A su vez este autor a través de su trabajo y carisma personal inicia una importante escuela en favor de la lingua navarrorum en la que destacarán Sebastián Mendiburu y Agustín Cardaberaz, ambos jesuitas. El primero autor de Eusqueraren berri onac (Las buenas nuevas del euskera, 1761), obra totalmente éuscara logró saltar las prohibiciones de la época.
El vascuence no se vería libre tampoco del influjo de la Ilustración que tuvo en Vasconia la Sociedad Bascongada de Amigos del País como máximo exponente, sociedad dedicada a la promoción económica, científica y cultural de la época. Entre sus tres fundadores se encontraba Xavier María de Munibe e Idiáquez, conde de Peñaflorida, autor de dos obras literarias en euskera Gabon-Sariac y el Borracho burlado. Entre otros ligados a SBAP autores se encuentra también la obra Grand Tourra de Joaquín de Alcibar-Jauregi Acharan.

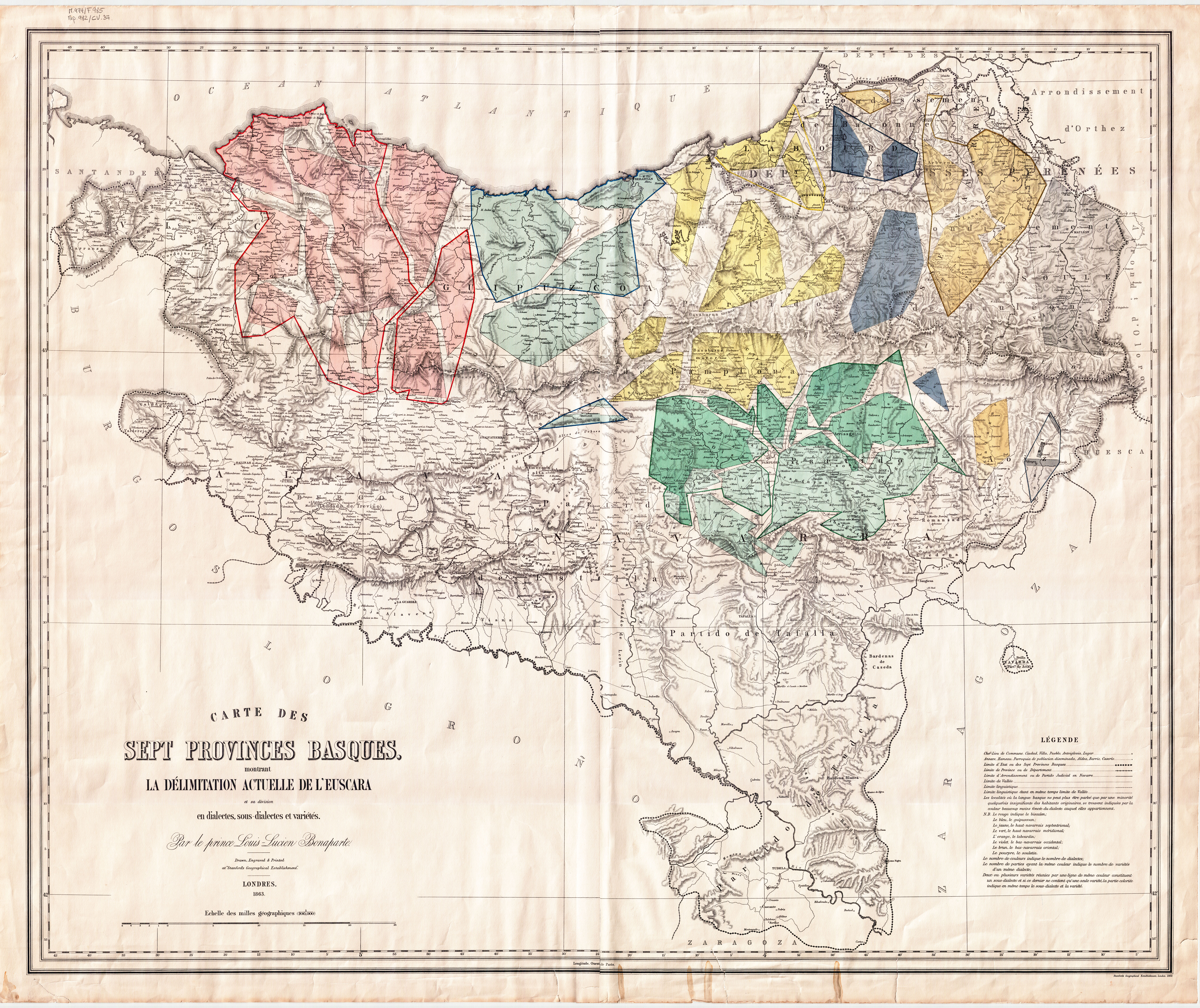
"Carte des Sept Provinces Basques montrant la délimitation actuelle de l'Euskara et sa division en dialectes, sous-dialectes et variétés" (Louis-Lucien Bonaparte, 1869)

Las medidas políticas y económicas centralistas se incrementarían durante el siglo XIX, provocando un aumento de la tensión social claramente visible en las dos guerras carlistas (1833-1839 y 1872-1876) en la que las provincias o territorios vasco-navarros jugarían un papel destacado. Esto afectaría al plano lingüístico y literario directamente, pues mientras el gobierno financió y animó a la publicación de algunas obra de Joaquín Traggia, José Antonio Conde y Juan Antonio Llorente con el objetivo de disminuir el prestigio de la lengua vasca negando su perfección y antigüedad, en el campo opuesto escritores éuscaros como Juan Antonio Moguel, Juan Bautista Erro y Pablo Pedro Astarloa intervinieron en defensa de su lengua.
La discusión sobre el origen del euskera alcanzaría a finales del siglo XVIII y principios del XIX gracias al lingüista alemán Wilhelm von Humboldt cotas más científicas y objetivas, aunque él mismo sería un firme defensor del vasco-iberismo (hoy en día descartado) que ayudaría a difundir, y que gozaría de gran popularidad hasta el siglo XX. A pesar de ello gracias a él se despertaría el interés por esta lengua entre los lingüistas europeos y aumentaría el prestigio de esta lengua entre la élite cultural.
No se debe pasar por alto otro gran vascólogo, el príncipe Louis-Lucien Bonaparte, quien a través de un punto de vista científico marcaría los límites de los dialectos y pondría los cimientos de la dialectología éuscara actual gracias a su conocido mapa de las siete provincias vascas. De acuerdo con su clasificación existirían los siguientes dialectos:
- suletino

- bajo-navarro del este

- bajo-navarro occidental

- labortano

- alto-navarro del sur

- alto-navarro del norte

- guipuzcoano

- vizcaíno

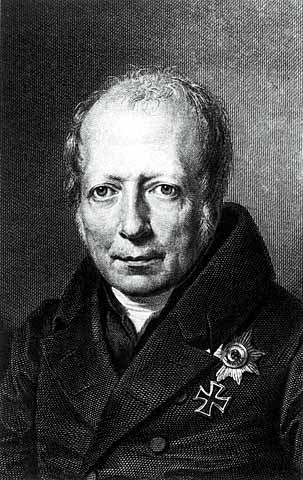
Wilhelm von Humboldt

A su vez este lingüista consiguió realizar y publicar distintas traducciones a dialectos de tradición literaria como a otras variantes que hasta el momento no habían sido estudiadas. Su trabajo se vería cristalizado en la Carte de sept provinces basques, que aunque está datado en 1863 fue finalizado entre 1870-1871. En él se muestra la clasificación dialectológica realizada por él y sus colaboradores, y también la extensión de la que gozaba el euskera en aquel momento.
Al igual que en el caso de Humboldt, Bonaparte consiguió despertar el interés por el euskera entre sus contemporáneos (y con ello su prestigio social) y coordinar los esfuerzos de los escritores y lingüistas como Antoine d'Abbadie de todo Euskal Herria. Nacido en Irlanda, de padre vasco y residente en Labort, organizó Lore Jokoak (Juegos Florales) en Iparralde desde 1853.
Durante el siglo XIX se publicaron abundantes obras gramáticas y lexicográficas en el País Vasco francés, como los de Léclusé (1826), Zavala (1846), Chaho (1856), Abbadie (1836) e Inchauspe 188). Otros dignos de mención fueron los guipuzcoanos Aizkibel, Aizpitarte y Lardizabal, los vizcaínos Añibarro y Novia de Salcedo, el labortano Darrigol y el capitán Duvoisin, el suletino Archu y otros muchos.
Juan Antonio Moguel ocupa un lugar remarcable durante estos dos siglos, con su obra Peru Abarca, considerada la primera novela en euskera y que aunque permaneció sin ser publicada hasta 1880 debido a distintas prohibiciones, se extendió entre los escritores de la época gracias a copias manuscritas. Es con este autor que el dialecto occidental del euskera alcanza el grado de literario.
De acuerdo con el mapa de Bonaparte (1863) hay que señalar el retroceso sufrido por el euskera en Álava, casi solo conservado en los valles colindantes a Vizcaya, Guipúzcoa y Navarra. En este último territorio había retrocedido hasta el sur de Pamplona, en Vizcaya había desaparecido al oeste de Bilbao y en el País Vasco francés su prestigio social decayó de manera significativa, no así su número de hablantes durante estos siglos.

### 1875-1936
Con el final de la segunda guerra carlista (1876) el esplendor foral llega a su fin en Vasconia, al cambiar la situación socioeconómica de los territorios peninsulares, en especial de Vizcaya. El régimen judicial y administrativo peculiar de estos territorios peninsulares fue casi totalmente abolido, provocando a su vez el crecimiento industrial del sector minero en el área de Bilbao. A su vez un considerable contingente de inmigrantes de las provincias españolas vecinas se estableció en Vizcaya, sin que la población autóctona fuera capaz de absorberla, lo cual se tradujo a su vez en tensiones sociales y sentimientos xenófobos. En esta situación Sabino Arana Goiri fundó el Euzko Alderdi Jeltzalea-Partido Nacionalista Vasco en 1895, el primer partido fundado en Vasconia.

Ikurriña con las proporciones del diseño original de los hermanos Arana.

La naturaleza del euskera (lengua aislada genéticamente) resultó ser un argumento excelente para reclamar la independencia política de la región, siendo por ello uno de los objetivos del nacionalismo vasco promover la naturaleza única del euskera, llevándolos a purismos extremos, como la creación de neologismos (o aranismos) no siempre correctos y respetuosos con las raíces y etimologías éuscaras. Se intentó purgar el léxico, sintaxis y onomástica de cualquier elemento erdara (en euskera, correspondiente a cualquier otra lengua que no sea éuscara) e incluso se llegó rechazar la tradición literaria anterior, que a los ojos de estas tesis estaba influenciada por la literatura extranjera.
De esta manera se abolió la larga y rica tradición de cuatro siglos de un solo plumazo y se intentó crear una nueva lengua de sus cenizas. Una lengua lógica, matemática y regular, sin influencias extrañas, y que no hubiera sido un esfuerzo en vano, infructuoso y sin seguidores, si no hubiera sido totalmente incomprensible para los vascohablantes (euskaldunes) monolingües de la época. Estas tendencias se verían considerablemente atenuadas en una primera instancia cuando el euskera se empezó a introducir en el sistema educativo, con autores como Resurrección María de Azkue y su Euskal Izkindea (1891) y Soloeta-Dima, autor Ensayo de la unificación de dialectos baskos (1922).
Como curiosidad hay que subrayar la contrariedad que se dio con el vasco-iberismo. Si hasta el momento había sido defendido por autores euskeristas y vasquistas como Manuel de Larramendi, el nacionalismo vasco encabezado por Sabino Arana pondría en ridículo esta tesis con obras y artículos como El baskuence en toda Africa (1902).

## Límites y retroceso

Extensión de las lenguas prerrománicas según Antonio Tovar en 1968.

Desde los últimos 3000 años (al menos) se cree que el euskera ha ido retrocediendo a pesar de haber tenido en épocas medievales momentos de expansión. Entre los muchos factores causantes del retroceso, el desprestigio de la lengua parece haber sido uno de los más importantes. En su larga historia de contacto lingüístico, el euskera ha salido perdiendo frente a las lenguas romances, herederas de la tradición latina.
Otros factores:
- La literatura fue escasa y poco conocida, pues en la mayoría de casos se utilizaban las lenguas consideradas cultas: latín, castellano, francés, etc.

- Hasta la llegada de la Edad Moderna era inimaginable que la liturgia se recitara en la lengua propia de cada nación.

- El euskera nunca había sido lengua oficial de ninguna división administrativa y política, pues no había sido utilizada en la burocracia ni sistema escolar de ningún estado hasta fecha muy reciente.

Los límites del euskera en tiempos antiguos se correspondían con los siguientes:
- Al este, en lo que actualmente es Cataluña se halla presencia de topónimos eusquericos como el Vall d´Aran (aran significa valle en euskera), lo que ha llevado a pensar a algunos que el euskera pudo extenderse hasta la costa catalana. De lo que no hay duda es que los topónimos en la provincia de Huesca no son casuales: Garin, Jabierre, Bellara, Esterri, Ayerbe, Alastuey... Además existen documentos del siglo XIV que indican que en el mercado de la ciudad de Huesca las gentes de alrededores hablaba la lengua vascongada. No obstante, Manuel Benito Moliner, del Instituto de Estudios Altoaragoneses, indica que en el caso del topónimo Alastuey su origen no está en la lengua vasca, sino en las lenguas celtas.[35]

## Razones de supervivencia
A pesar del retroceso sufrido durante los dos últimos siglos , el euskera es una de las pocas lenguas preindoeuropeas que ha sobrevivido. Cinco son las razones que se subrayan a la hora de explicar este fenómeno:
- La desaparición del Imperio romano.[36] Si esto no hubiera ocurrido el latín imperial habría desgastado en unos siglos la lingua navarrarorum, al igual que hizo con el resto de lenguas, pues tal era la fuerza que tuvo que el galés y el euskera son las únicas lenguas que han sobrevivido estando bajo dominio romano.

- Escaso radio de influencia de las ciudades (Pamplona, Iruña-Veleia y Bayona) por no decir que casi inexistente en el caso de la costa y zonas montañosas. A ambos lados de los Pirineos la influencia occidental que llegaba del este fue casi inapreciable.

- Rechazo de los reyes godos. En los siglos posteriores a la caída del Imperio romano, los vascones no aceptaron de buena gana que las invasiones visigódicas y francas intentaran hacerse con el control de sus territorios, enfrentándose a ellos probablemente no solo en términos militares.[37]

- Cristianización tardía. Koldo Mitxelena nos dice lo siguiente: "Teniendo en cuenta la ruina que supuso la expansión del cristianismo en las lenguas de cada territorio, el que el euskera haya sobrevivido es una prueba más de que las creencias cristianas se extendieron tarde en estas tierras" Al parecer en las tierras del llamado Saltus Vasconum el cristianismo no habría llegado hasta el siglo X.[37]

- Estructura idiomática totalmente distinta a las lenguas colindantes. Quizá actualmente ello pueda considerarse un problema y una baza que juega en contra de su supervivencia, pero en aquella época probablemente impidió que el vascuence fuera absorbido por las lenguas romances o celtíberas en sus distintos momentos de expansión.

## Hipótesis alternativas al origen del euskera
Aunque la lingüística histórica vasca sitúa el origen de la lengua en tiempos eneolíticos en lo que hoy en día es el País Vasco, Aquitania y los Pirineos existen hipótesis historiográficas que apuntan a otro origen:
- Dominik Woelfel de la Universidad de Graz hipotetizó sobre la existencia de distintos pueblos de origen pre-indoeuropeo emparentados, cuyos últimos restos serían los vascos y canarios y que habrían compartido idioma o proto-lengua, una lengua pre-bereber llamada afrisch que se habría hablado por toda Europa occidental y Grecia. Este substrato atlanto-líbico habría sería la causa del 30%-60% del vocabulario griego de origen no-indoeuropeo, pues los griegos habrían aceptado este substrato, al igual que las lenguas celtas y germánicas.[38]

- H. Guiter por su parte propuso la lectura de las inscripciones caledonias (pictos) en alfabeto oghámico mediante el euskera[39]  al igual que Campbell, en este caso mediante inscripciones de la tribu picta "manxe" de la Isla de Man.[40] Es por ello que el académico de la Real Academia de la Lengua Vasca Federico Krutwig propuso que a la hipótesis de Dominik Woelfel debían sumarse los caledonios, reformulando la teoría y relacionando al euskera con una familia de lenguas pre-indoeuropeas entre las que estarían el guanche, el euskera y el picto.[38]

- Otras hipótesis también toman el origen pre-indoeuropeo del vascuence en cuenta para hablar de un sustrato pre-indoeuropeo común para distintas lenguas (la mayoría desaparecidas) como el etrusco o el minoico. Defensores de ello fueron Gordon,[41] Eliss[42] y Esandi.[43]

- Lawrence Robert Trask abogó en su History of Basque por revisar la teoría (hoy en día desechada) de la expansión hacia el sur del euskera. Este lingüista consideró que esta lengua era de origen galo y que se había extendido hacia el sur y el oeste desde Aquitania con la llegada de los Visigodos. A pesar de ello la postura de este lingüista al respecto fue cambiante, pues de la misma manera que consideró en un principio que el euskera aquitano (siglos I-III d. C.) se extendía por los Pirineos al menos hasta el Valle de Arán (incluyendo Andorra) y en el sur de los Pirineos hasta el este de Navarra y probablemente Guipúzcoa,[44] posteriormente situó al aquitano (una forma antigua del euskera, en sus propias palabras) entre una gran zona del suroeste de la Galia, la mayor parte de los Pirineos, y al menos en el sur, este y norte de la Euskal Herria moderna.[45]

- Los filólogos españoles Francisco Villar y Francisco Rodríguez Adrados[46] propusieron en los libros "Vascos, celtas e indoeuropeos. Genes y lenguas" (2005) e "Historia de las Lenguas de Europa" (2008), respectivamente, la hipótesis según la cual el euskera o lengua vasca se extendió o bien durante los últimos siglos de la era cristiana o bien entre los siglos II-IV d. C. desde Aquitania a los valles pirenaicos, Navarra y el actual País Vasco.[47]

- Con relación a los pueblos indoeuropeos existen otras hipótesis también, como la de Castro Guinasola, que propuso un origen indoeuropeo al euskera[48] o Roslyn Frank, que relación el proto-indoeuropeo con el euskera también analizando para ello las palabras éuscaras haitz (piedra), jo (golpear) y su (fuego).[49]

## Cronología del euskera
- Neolítico. La mayoría de los investigadores del euskera datan la antigüedad del euskera hace 6.000 o 7.000 años en función del vocabulario para designar a los utensilios y técnicas para el cultivo y la caza. Restos arqueológicos de la Edad de Hierro muestran homogeneidad cultural al norte y sur pirenaico. Para algunos lingüistas, los topónimos hablan también de una unidad lingüística en toda Europa. Venneman llega a decir No caemos en la exageración si afirmamos que los europeos somos todos vascos.

- II milenio a. C. Los pueblos indoeuropeos cruzan desde el Cáucaso y el Himalaya hacia el noreste y se extienden por toda Europa. Bajo su dominio agricultor y metalúrgico, asimilan a la mayoría de las culturas indígenas europeas. En la zona vasca se han estudiado 300 poblados no indoeuropeos de la época, que explotaban intensamente sus recursos naturales.

- siglo VI a. C. Los celtas llegan a la península ibérica y se asientan principalmente en la franja atlántica, entre las poblaciones indígenas del norte y del sur. Los celtas, agricultores y ganaderos, ocupan los valles con poblados poco fortificados y mezclan su cultura con la indígena ibérica. La etnia celtíbera de los Berones se asienta al norte de Burgos.

- siglo I a. C. y siglo I El geógrafo romano Estrabón cita a los vascones como límite de los pueblos celtas del norte de España. De acuerdo con los historiadores romanos como Estrabón, Plinio el Viejo, Pomponio Mela, Lucio Aneo Floro o Silio Itálico la zona estaba habitada en tiempos prerromanos por diversas tribus cuyo idioma nos es en general desconocido. La distribución de tribus varía según cada historiador. Según Ptolomeo el este del actual País Vasco está habitado por pueblos celtíberos: Várdulos, Caristios y Autrigones. Cayo Julio César, en su libro «DE BELLO GALLICO», explica que el río Garona divide a los galos de los aquitanos. Las muchas inscripciones aquitanas de los primeros siglos de nuestra Era incluyen palabras del euskera antiguo: Sembe, Cison, Nescato. Estas inscripciones aquitanas son las únicas conocidas en proto-euskera.

- siglo IV a siglo V. Según la teoría de la vasconización tardía, los vascones se trasladan hacia territorios al oeste de sus asentamientos originales (los de los antiguos várdulos, caristios y autrigones).

- s. VI y VII. Enfrentamientos constantes entre vascos y visigodos por las rapiñas de los vascos y los afanes conquistadores de los godos. La oleada germánica se extiende por toda Europa unificando cultura y religión, y aislando a Vascos, Galos, Fineses y Húngaros.

- s. VIII a IX. Los vascos, ya asentados en los territorios actuales,  repueblan el Norte de Burgos, La Rioja y Soria. El romance castellano nace en los Condados reconquistados de Amaya, La Bureba, Campoo y La Montaña; la capital de Castilla está en Amaya (norte de Burgos). Fernando I cambió la capitalidad castellana de Amaya a Burgos en 1035 cuando reunió a los condes bajo su reinado.

- siglo X. La lengua vasca tiene sus primeros textos escritos junto a los primeros en lengua romance, como lo testimonia el Códice 60 de las Glosas Emilianenses que explican el latín eclesiástico a los vecinos de San Millán de la Cogolla.

- s. XI a XVI. El Reino de Navarra se cristianiza y se alfabetiza tomando el estilo del romance, que desplaza al euskera, al hebreo y al árabe como lengua comercial (Ordenanza de Huesca en 1349). La Lingua Navarrorum vive en esta época dos puntos culminantes: el establecimiento del Estudio General de Tudela en 1259 y el de la Universidad de Oñate en 1540.

- 1219. El castellano, lengua administrativa de la época, funciona con dificultad entre la población rural. Así los múltiples pleitos como el privilegio otorgado a los vecinos del valle riojano de Ojacastro de ser atendidos en euskera por el Merino Mayor de Castilla (La Fazaña de Ojacastro).

- 1349 . En la ciudad de Huesca se proclama un Decreto que sanciona a los que hablaren en árabe, hebreo o euskera con 30 soles de multa.[50]

- 1545. El primer texto literario completo e impreso en lengua vasca es el «LINGVÆ VASCONVM PRIMITIÆ» del poeta y clérigo Bernard de Echepare, en Burdeos. En esta época, los dialectos pirenaicos evolucionan de la mezcla de la lengua vasca con el gascón, el occitano y el aragonés, en gran parte gracias a la labor de la Iglesia.

- 1564 - 1567. Colección de versos, cantares y lances de amor escritos en euskera, de mano de Juan Pérez de Lazarraga, Señor de la Torre de Larrea (Álava) acompañados de un largo relato mitológico al gusto de la época. En este escrito tienen varios términos su primer registro escrito, como el nombre eusquel erria (Euskal Herria)

- s. XVI a XIX. Ilustrados de origen vasco escriben (por lo general en castellano y francés) narraciones mítico-románticas sobre el origen de la lengua vasca. Según autores como Esteban de Garibay (cronista de Felipe II), Túbal, nieto de Noé, llevó el euskara a la península después de la confusión de Babel. En el siglo XIX, el lingüista, abogado, escritor y político suletino Augustin Chaho publica la narración La leyenda de Aitor, acerca de un mítico patriarca de los vascos.

- 1634. Tirso de Molina, el mercedario, en la «Psicología de los Vascos», dice de ellos «cortos en palabras, largos en hechos» repitiendo el latín «INTELLIGENTI PAVCA» con el que se criticaba la ampulosidad del estilo griego. Critica el prejuicio de salvajismo que había extendido Aymeric Picaud en el siglo XII en su guía sobre el Camino de Santiago (que incluía un miniléxico con 18 palabras vascas) y que se repite en la literatura castellana del Siglo de Oro hasta el famoso encuentro de Don Quijote con el Vizcaíno.

- 1778. Los receptores vascongados (peritos judiciales euskaldunes) correspondientes al territorio del Obispado de Navarra presentaron una demanda judicial ante la administración del reino. Había entonces veinticuatro receptores, nueve eran "bascongados" (hablaban vascuence) y quince "romançados" (hablaban romance, castellano). El intento de reducir el número de vascongados hace que éstos presenten quejas y la demanda. Los romanzados alegaban que era bien notorio que en la tierra vascongada todos hablaban romance, a lo que los vascongados responden que la más común y corriente lengua utilizada era la vascongada, que los escribanos usaban el vascuence aunque también sabían el romance. Dos terceras partes de los pueblos del obispado hablaban euskera, el cuarenta por ciento de la población.

- 1863. El príncipe Luis Luciano Bonaparte clasifica los dialectos vascos en dos grandes grupos, los hablados en España: vizcaíno, guipuzcoano, altonavarro septentrional y altonavarro meridional, y los hablados en Francia: suletino, labortano, bajonavarro oriental y bajonavarro occidental. Estos dialectos son de difícil comprensión de un extremo a otro, de Vizcaya a Soule. Bonaparte además ejerció de mecenas de las letras vascas, financiando la publicación de algunas obras.

- 1920. De la mano de Resurrección María de Azkue comienza el estudio científico del idioma, (Morfología vasca, 1923-1934) y las encuestas a los hablantes (Erizkizundi Irukoitza, 1922). La Eusko Ikaskuntza-Sociedad de Estudios Vascos fue creada en 1918 por expreso deseo de las Diputaciones con la intención de quitarle al Euskera la etiqueta de primitivo y agonizante (Pío Baroja) bajo este lema: Bekoak goikoa ezkondu leidi; ta txikiak handia benzi leidi, asmoz ta jakitez, «el de abajo alcance al de arriba y el pequeño al grande, por el deseo y el saber».

- 1968-69. La Real Academia de la Lengua Vasca (Euskaltzaindia) inicia, como se impuso como objetivo desde su fundación en 1919, el proceso de unificación de la lengua literaria: el euskera batúa (euskara unido, unificado). Actualmente, a pesar de la difusión del "batúa" en los ámbitos formales, la lengua hablada en la calle suele ser la variedad local. La enseñanza, la radio y televisión vascas (EITB) contribuyen a la difusión del euskera unificado. Hay cada vez más euskaldunberriak (vascohablantes nuevos, los que han aprendido la lengua siendo adultos) y los euskaldunzaharrak (vascohablantes viejos, nativos), los cuales en su mayoría dominaban la lengua únicamente en el uso oral, empiezan a alfabetizarse. Hay prensa en euskera y nace la nueva literatura vasca.

- 1975. Francisco Franco firma el Decreto 1433/1975 que permite la inclusión del euskera en la enseñanza,[51] abriendo camino a la legalización plena de las ikastolas.

- 1980. Con la aprobación del Estatuto de Guernica, el euskera se transforma en idioma cooficial, junto con el castellano, en la comunidad autónoma del País Vasco.

- 1996. El número de personas que saben euskera supera el millón —900 000 en España y 100 000 en Francia— por primera vez en su historia, aunque el número de hablantes, euskaldunes, es muchísimo menor. Los escolares del modelo D (enseñanza en euskera con castellano como asignatura) son más del 50% en el País Vasco y Navarra[cita requerida]. En el País Vasco francés el euskera va perdiendo hablantes año tras año.